# Artena lineata
Artena lineata är en fjärilsart som beskrevs av Aurivillius. Artena lineata ingår i släktet Artena och familjen nattflyn. Inga underarter finns listade i Catalogue of Life.